# Kanpur (dystrykt)
Kanpur (Hindi:कानपुर नगर जिला, Urdu:کان پور شہر ضلع) – dystrykt w stanie Uttar Pradesh w północnych Indiach. Stolicą tego dystryktu jest miasto Kanpur. W 2011 był zamieszkiwany przez 4 581 268 osób.